# Epidendrum odontospathum
Epidendrum odontospathum är en orkidéart som beskrevs av Heinrich Gustav Reichenbach. Epidendrum odontospathum ingår i släktet Epidendrum och familjen orkidéer. Inga underarter finns listade i Catalogue of Life.